# U.S. Highway 425
Der U.S. Highway 425 (kurz US 425) ist ein United States Highway in den Vereinigten Staaten. Er beginnt an den U.S. Highways 61 und 84 bei Natchez und endet nach 354 Kilometern an der Interstate 530 sowie den U.S. Highways 63, 65 und 79 nahe Pine Bluff.
Der Highway verläuft entgegen dem Schema der AASHTO nicht in der Nähe des U.S. Highways 25, seiner eigentlichen Parent Route. Nach diesem Schema müsste der US 425 ein Zubringer beziehungsweise eine Umgehungsroute des US 25 sein. Neben dieser Straße entziehen sich auch die U.S. Highways 101, 163, 400 und 412 diesem System.